# Cornelius Kiliaan
Cornelius Kiliaan ou Kilianus, né à Duffel vers 1529 et mort à Anvers le 15 avril 1607, est un lexicographe, linguiste, traducteur et poète des Pays-Bas méridionaux. Collaborateur de Christophe Plantin, il est l'auteur de l'Etymologicum Teutonicae Linguae, premier dictionnaire explicatif néerlandais. L'ouvrage, réédité plusieurs fois, est demeuré le dictionnaire de référence pour le vocabulaire néerlandais jusqu'à la fin du XVIIIe siècle.

## Vie

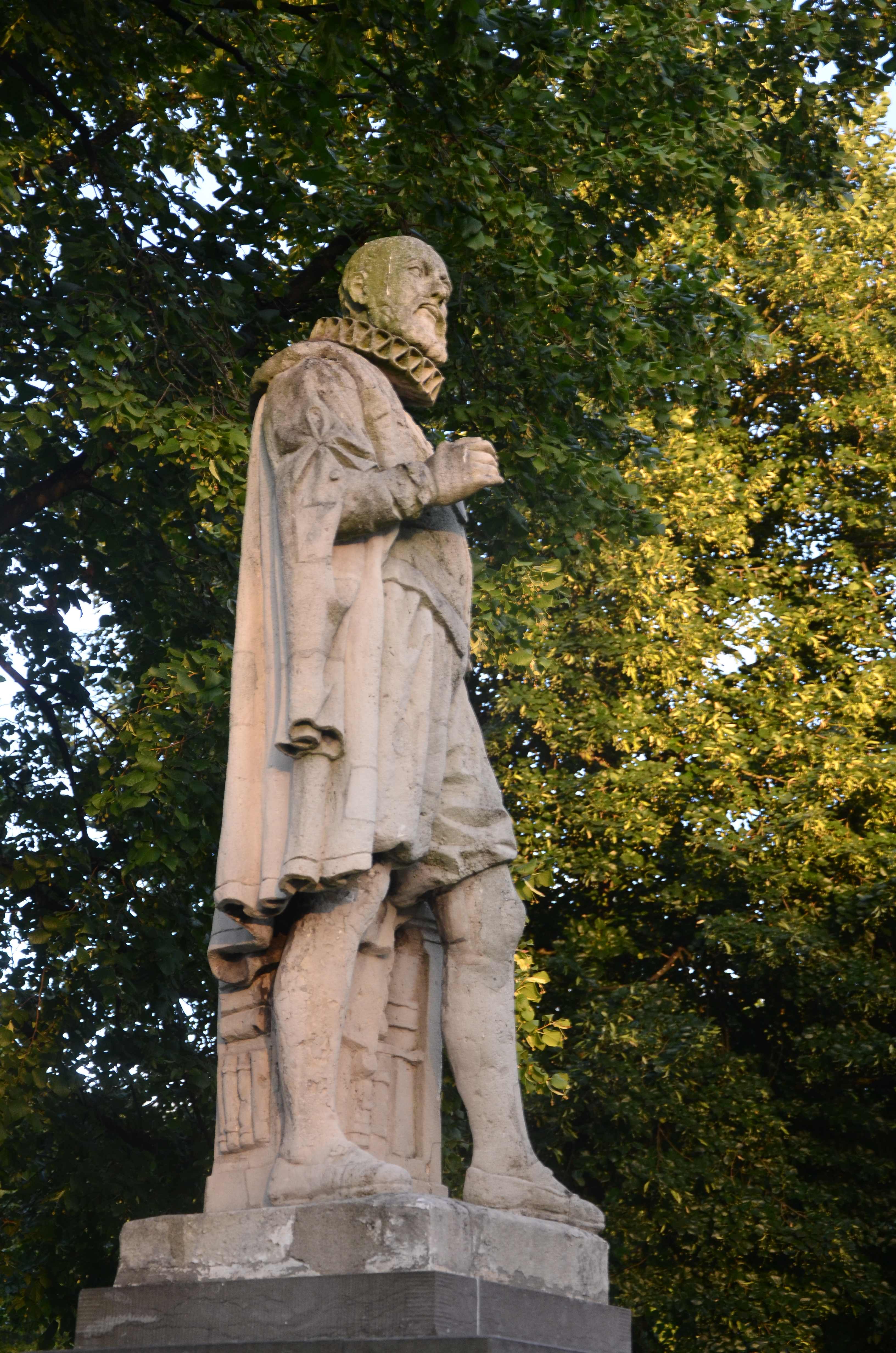
Statue de Kiliaen (Duffel)

Cornelis Kilian est né à Duffel entre 1528 et 1530. Il est connu sous de nombreux noms : officiellement, il s'appelait Cornelis Abts van Kiele, mais lui-même signait ses écrits Cornelis van Kiel(e) ou C. Kiel. Selon l'usage de son temps, son nom a aussi souvent été latinisé en Cornelius Kilianus. Cette variante a finalement été néerlandisée en Kiliaan, nom sous lequel il est encore connu aujourd'hui.
Ses parents, Hendrick van Kiele et Anna Rechtstraets, étaient des citoyens aisés de Duffel. Son père est mort alors qu'il était encore mineur et sa mère est décédée en 1564. À la suite de la mort précoce de sa sœur, le patrimoine entier de la famille est passé entre ses mains : il a connu peu de soucis financiers le restant de sa vie.
En 1548, Kiliaan est parti étudier le latin, le grec, l'hébreu au Collegium Trilingue, institution dépendant de l'université de Louvain où il apprit aussi le droit. Après ses études, il a trouvé un emploi dans l'imprimerie récemment fondée par Christophe Plantin, imprimerie qui se développera jusqu'à devenir la plus importante d'Europe à cette époque. Il a commencé au bas de l'échelle en tant que typographe et imprimeur, mais il a été promu premier assistant en 1558. Plantin avait manifestement confiance dans les qualités de Kiliaan car en 1565, il a été nommé correcteur d'épreuves, une fonction rémunératrice réservée alors aux érudits.
Kiliaan a toutefois fait plus qu'améliorer le travail d'autrui. Son don pour les langues lui a procuré un éventail de missions. Ainsi, Kiliaan a coopéré à la Bible polyglotte d'Alcalá. Cette édition de la Bible en six volumes et dans les trois langues originales (hébraïque, araméenne et grecque), complétées par les traductions en syriaque et en latin, fait partie des merveilles des débuts de l'imprimerie. De plus, il a traduit diverses œuvres en néerlandais et a été un poète populaire. Aussi, les autorités ont compris les bénéfices qu'elles pouvaient tirer des talents de Kiliaan. Vers 1580, il a travaillé pour les services de renseignement des Pays-Bas rebelles et a entre autres traduit des documents saisis sur des Espagnols.
À l'âge de 50 ans, il a épousé Maria Bosmans qui lui a donné trois filles : Catharina, Maria et Anna. Après à peine huit ans de mariage, Marie mourait. Un an après, Christophe Plantin mourait aussi et l'imprimerie fut reprise par son gendre Jan Moretus. Le grand œuvre de Kiliaan devait alors encore paraître. En 1599, alors que Kiliaan avait environ 70 ans, l'Etymologicum teutonicae linguae fut imprimé : cette œuvre est l'aboutissement de presque 40 ans d'études.
Kiliaan n'a pas pu profiter de son succès. La célébrité et la reconnaissance n'étaient d'ailleurs pas ses motivations. Il a vécu un peu dans l'ombre des grands érudits de son temps, qui ont apprécié son ardeur au travail, mais ne l'ont pas reconnu comme un véritable humaniste pur-sang. En 1604, il démissionna de l'imprimerie Plantin en raison d'une maladie de longue durée. Il est mort le 15 avril 1607 et eut de modestes funérailles à la cathédrale Notre-Dame d'Anvers.

## Œuvre
« Le dictionnaire van Dale se rattache à […] une longue tradition qui, pour le néerlandais, remonte au célèbre dictionnaire de Cornelis Kiel ou Kiliaan, Etymologicum teutonicae linguae. »

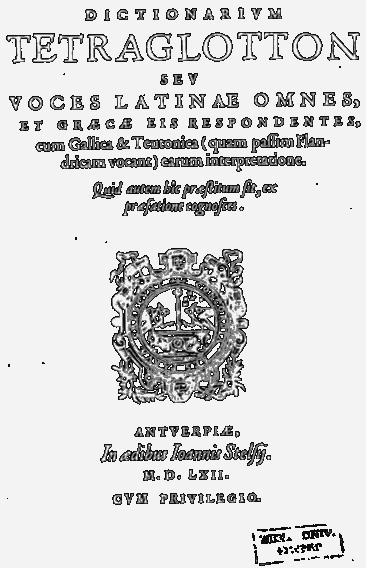
Page de titre du Dictionarium Tetraglotton.

C'est avec ces mots, tirés de l'introduction de la dixième édition du Grote Van Dale, que Cornelis Kruyskamp soulignait en 1976 l'intérêt de l'œuvre de Kiliaan pour la langue néerlandaise. Avec l'Etymologicum, il a réalisé en 1599 le premier dictionnaire explicatif néerlandais qui a immédiatement connu un grand succès : jusqu'à la fin du XVIIIe siècle, il était le dictionnaire de référence et a été réédité plusieurs fois. Ce n'est donc pas sans raison que Kiliaan est considéré comme le plus grand lexicographe des Pays-Bas.
C'est Christophe Plantin, le patron de Kiliaan, qui lui a donné la mission de composer des dictionnaires néerlandais. À partir de la Renaissance, les scientifiques ont cherché à établir un inventaire complet du vocabulaire, à commencer par celui du latin. L'imprimeur parisien Robert Estienne a fourni à cet égard un travail innovateur avec sa collection de dictionnaires latin-français et français-latin. Plantin voulait que Kiliaan fasse pour le néerlandais la même chose que ce qu'avait fait Estienne pour le français. Les premiers ouvrages de Kiliaan étaient peu originaux, bien qu'ils se révélassent d'une grande utilité sociale. En 1562, un dictionnaire quadrilingue, le Dictionarium Tetraglotton dans lequel les mots latins sont traduits en grecs, français et néerlandais, est publié. Pour cet ouvrage, Kiliaan s'est basé en grande partie sur les dictionnaires déjà existants, comme le Dictionariolum puerorum Latinogallicum (1552) de Robert Estienne. Il a alors été publié anonymement.
Kiliaan avait toutefois l'intention de poursuivre et de rédiger des dictionnaires selon ses propres points de vue. Avec l'approbation de Plantin, il a publié en 1574 un dictionnaire néerlandais-latin : le Dictionarium Teutonico-Latinum, comprenant 12 000 entrées, était encore de conception assez réduite, mais signifiait un grand progrès méthodologique car Kiliaan, à côté des entrées néerlandaises, indiquait les formes proches d'autres langues apparentées. Il fut de ce fait le premier en Europe à mettre en pratique la comparaison linguistique. Quatorze ans plus tard, Kiliaan avait achevé une seconde édition de son dictionnaire qui était presque trois fois aussi importante que la première. À côté de cet enrichissement du contenu, il a encore appliqué un certain nombre d'innovations. Il a utilisé non seulement d'autres dictionnaires comme source, mais a également puisé dans d'autres ouvrages non lexicographiques. Une autre nouveauté est qu'il indiquait pour un certain nombre de mots la région dans laquelle ils étaient usités. Enfin, il mentionne aussi les véritables étymologies.

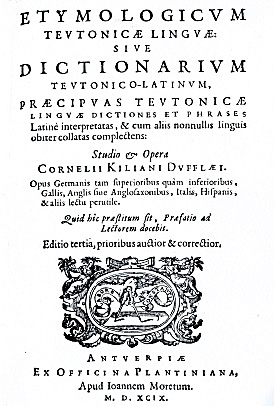
Page de titre de lEtymologicum Teutonicae Linguae.

Kiliaan attachait tant d'importance à ces étymologies qu'il a baptisé la troisième édition de son dictionnaire Etymologicum teutonicae linguae. Encore plus de mots néerlandais y sont décrits (40 000 entrées) et les innovations méthodologiques des versions précédentes ont été raffinées et complétées. Avec l'Etymologicum de 1599, Kiliaan a non seulement réalisé le premier dictionnaire néerlandais moderne, mais, par son approche innovatrice, l'ouvrage a été un cas unique Europe.

## Hommages
Kiliaan a été honoré en 1882 par l'écrivain belge d'expression néerlandaise Lodewijk de Koninck (Ode aan Kiliaan).
À l'occasion du quatrième centenaire de sa mort, Kiliaan est célébré par la province d'Anvers lors de l'exposition itinérante Iedereen woordenaar (« Chacun lexicographe »), exposition portant sur la richesse de la langue néerlandaise et expliquant pourquoi certains mots sont répertoriés ou pas dans un dictionnaire.
Une autre exposition, Portret van een woordenaar (« Portrait d'un lexicographe »), a aussi eu lieu du 10 novembre 2007 au 6 janvier 2008 à la Koningin Fabiolazaal d'Anvers. Ici, l'accent était mis sur l'histoire du dictionnaire et Kiliaan a le rôle principal. L'exposition offrait en outre un aperçu sur l'esprit de l'époque humaniste, sur l'enseignement des langues au XVIe siècle et sur la vie et le fonctionnement de l'imprimerie de Christophe Plantin.

### Sources
- Texte intégral de l'Etymologicum teutonicae linguae sur le site de la DBNL
- (en) Cornelis (Kees) Dekker, « ‘Vide Kilian...’ : The role of Kiliaan’s Etymologicum in Old English Studies between 1650 and 1665 », Anglia. Zeitschrift für englische Philologie, vol. 114, no 4,‎ 1997, p. 514-543
- (nl) Frans M. Claes s.j., « Simon Stevin als bron voor Kiliaan », Tijdschrift voor Nederlandsche taal- en letterkunde, vol. 111, no 1,‎ 1995, p. 55-64
- (nl) Rik Van den Brande, « Een Duffelaar in de kijker », Duffla : driemaandelijks tijdschrift van de Heemkundige Kring Jos Resseler, vol. 7, no 1,‎ 1995, p. 2-9
- (nl) Frans M. Claes s.j., « Dialectlexicografie bij Kiliaan », Dialectlexicografie, vol. 4,‎ 1991, p. 155-163
- (nl) Frans M. Claes s.j., « Kiliaan als lexicograaf in de Officina Plantiniana », Ex officina Plantiniana : studia in memoriam Christophori Plantini, vol. 66-67,‎ 1988-1989, p. 443-454